# Middlesbrough South and East Cleveland
Pour les articles homonymes, voir Middlesbrough (homonymie).
La circonscription de Middlesbrough South and East Cleveland est une circonscription située dans le Yorkshire du Nord, et représentée à la Chambre des communes du Parlement britannique depuis 2024 par Luke Myer du Parti travailliste.